# دنيا رشوان
دنيا رشوان ‏ (15 مايو 1998 - ) دراجة من مصر.